# 広浜鉄道の電車
広浜鉄道の電車（こうひんてつどうのでんしゃ）では、広浜鉄道およびその前身である広島電気（現在の西日本旅客鉄道可部線の前身）が1930年（昭和5年）の電化後に製造した電車群について記述する。

## 概要
広浜鉄道は、1936年（昭和11年）9月1日に鉄道省（当時）に買収され可部線となったが、この時点で3形式9両が在籍しており、モハ90形、モハ91形、モハニ92形とされた。いずれも全長12 mから13 mのボギー車で、集電装置はポール式であった。使用電源は、直流600 Vである。モハ90形とモハニ92形は1928年（昭和3年）製で直接制御の同系車、モハ91形は1931年（昭和6年）製の間接制御車である。
これらの電車は、1945年（昭和20年）8月6日、広島市に原子爆弾が投下された際に、たまたま幡生工機部に入場していた2両を除く全車が被災し、被爆電車としても知られている。

## 形式

### モハ90形・モハニ92形

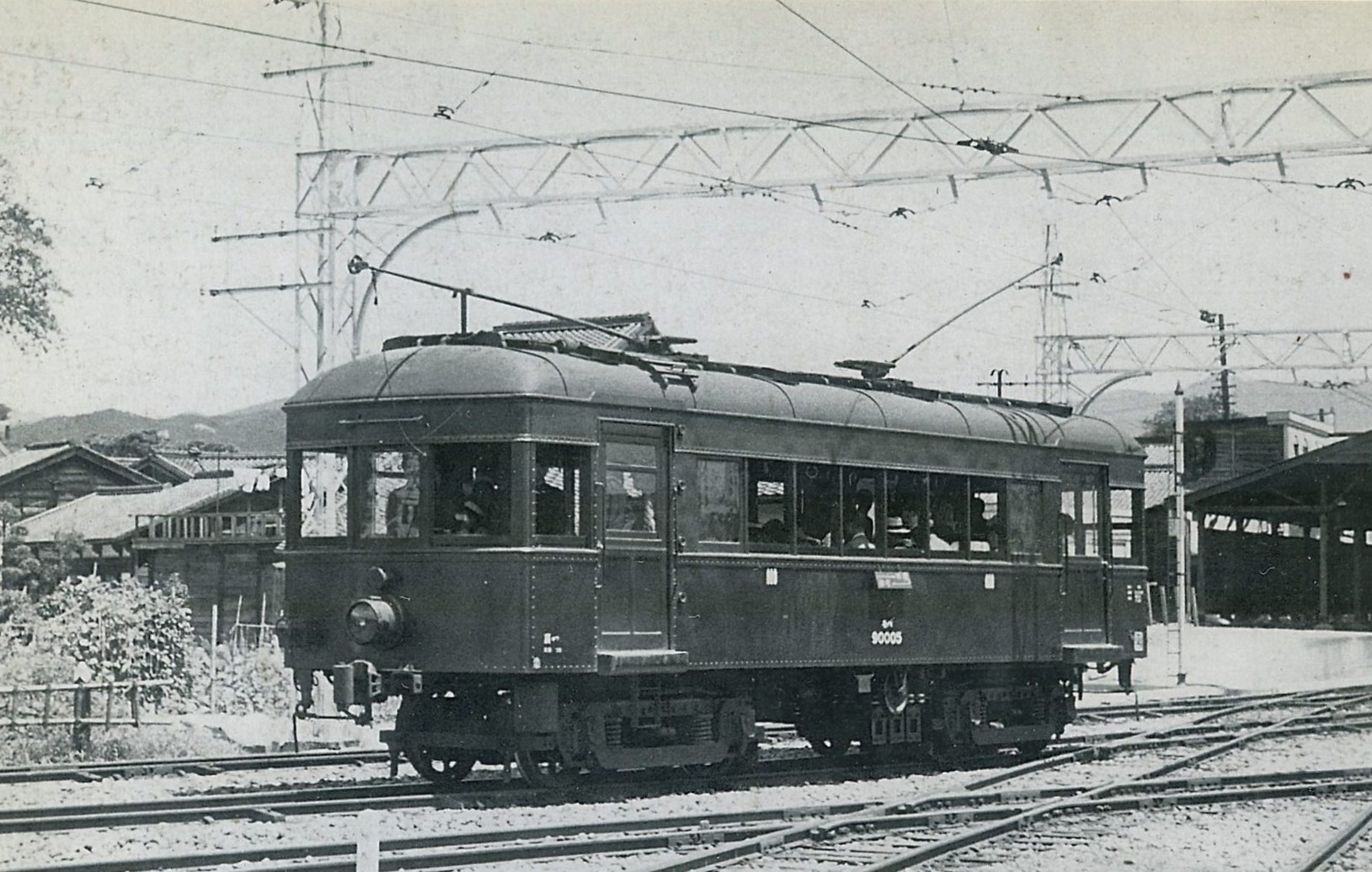
モハ90005（横川駅、1938年撮影）
後の熊本電鉄モハ71（現存）。

1928年（昭和3年）に日本車輌製造（日車）および藤永田造船所で製造された半鋼製の小型車。全室客室車は日車製で1 - 5、客室荷物合造車は藤永田製で101、102と称した。1 - 5の最大長は11,849 mm、最大幅は2,560 mm、最大高は3,807 mm、自重は17.78 t、台車形式は日車M-12。101・102の最大長は11,789 mm、最大幅は2,531 mm、最大高は3,857 mm、自重は17.78 tである。
前面は両車とも軽い曲面を付けた非貫通式の3枚窓で、前照灯は腰板中央部に設置されている。側面窓配置は1 - 5が1D8D1、101・102がdD（荷）2d5D1で、101・102の荷物用扉は両開き式である。屋根は単純な丸屋根で、前部の雨樋は一直線である。前述のように集電方式はポール式で、屋根の前後に1本ずつ設置されている。制御方式は直接式で、出力48.5 kWの主電動機（省形式MT31）2個を制御し、歯車比は70:21（3.33）である。
1931年（昭和6年）、広島電気が広浜鉄道に鉄道事業を譲渡した際に、4は忌み番としてこの年に増備された6、7（モハ91形）に続く8に改番されている。
1936年（昭和11年）の国有化に際しては、1 - 3、5、8は旧番号順にモハ90形（90001 - 90005）、101、102はモハニ92形（92001、92002）に改められた。
モハニ92形（92001、92002）は1941年（昭和16年）以降、戦時下の輸送力増強のため、吹田工場において荷物室を客室に改造し、モハ90形（90006、90007）に編入された。両車の改造後の形態については、記録が伝わっていない。

### モハ91形

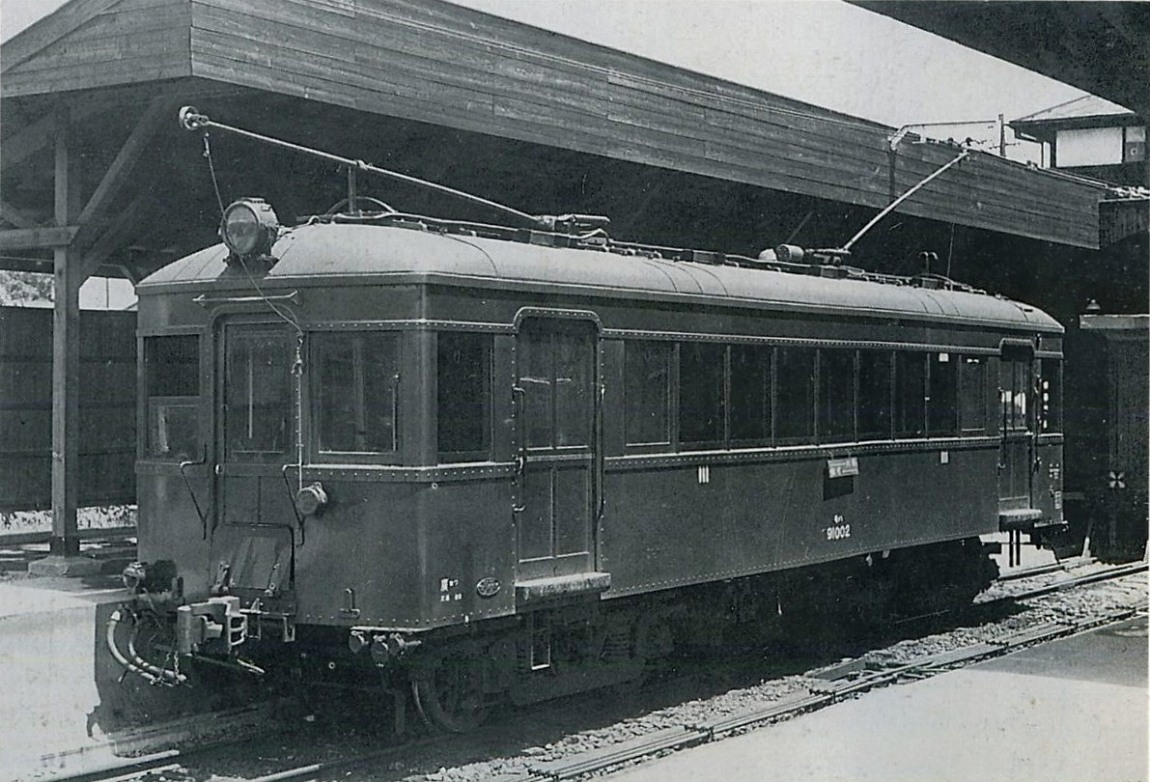
モハ91002（横川駅、1938年撮影）
同車はこの7年後、同駅ホームで被爆することになる。

1936年（昭和11年）に藤永田造船所で2両が製造された増備車で、6、7と称した。車体は若干大型化されて全長は13,000 mm、最大幅は2,640 mm、最大高は3,885 mm、自重は23.50 tである。運転室の直後に客用扉を設けた基本構造は同一で、側面窓配置は1D9D1、前面は貫通扉が設置されている。前照灯は屋根上に設置されている。制御装置は間接式となり、出力60 kWの主電動機（省形式MT32）2個を制御し、歯車比は70:21（3.33）である。
1936年（昭和11年）の国有化に際しては、モハ91形（91001、91002）に改められた。

## 原子爆弾投下による被災
1945年（昭和20年）8月6日8時15分、広島市に原子爆弾が投下された。可部線で使用されていたモハ90形およびモハ91形は、幡生工機部に入場していた90001と90005を除いて、車両基地のあった横川駅構内で被災した。同駅ホームに停車していた91002+90007は駅舎と運命を共にし、90002+90006と91001+90004は車庫内で焼失した。洗浄線上にあって中破した90003は小倉工機部で復旧されたものの、モハ90形4両（90002、90004、90006、90007）とモハ91形2両（91001、91002）は1946年（昭和21年）に廃車となった。
残った3両（90001、90003、90005）は、戦後になって戦時買収線区（鶴見線、宇部線、南武線、仙石線）から補充用に集められた買収社形、省形木造車とともに引き続き可部線で使用され、日中は単行で、ラッシュ時は同形式の3両編成で運用された。1948年（昭和23年）10月1日の架線電圧750 V昇圧に際しては本形式にも対応工事が行われ、集電装置がパンタグラフ（省形式PS13）に交換された。
1953年（昭和28年）6月1日に施行される車両形式称号規程改正ではモハ1000形への改称が予定されていたが、その直前の同年3月15日に運用を離脱し、3月20日付で廃車となった。廃車前には広島電鉄や尾道鉄道等から譲渡申請があったが、許可されなかった。

## 熊本電鉄への譲渡

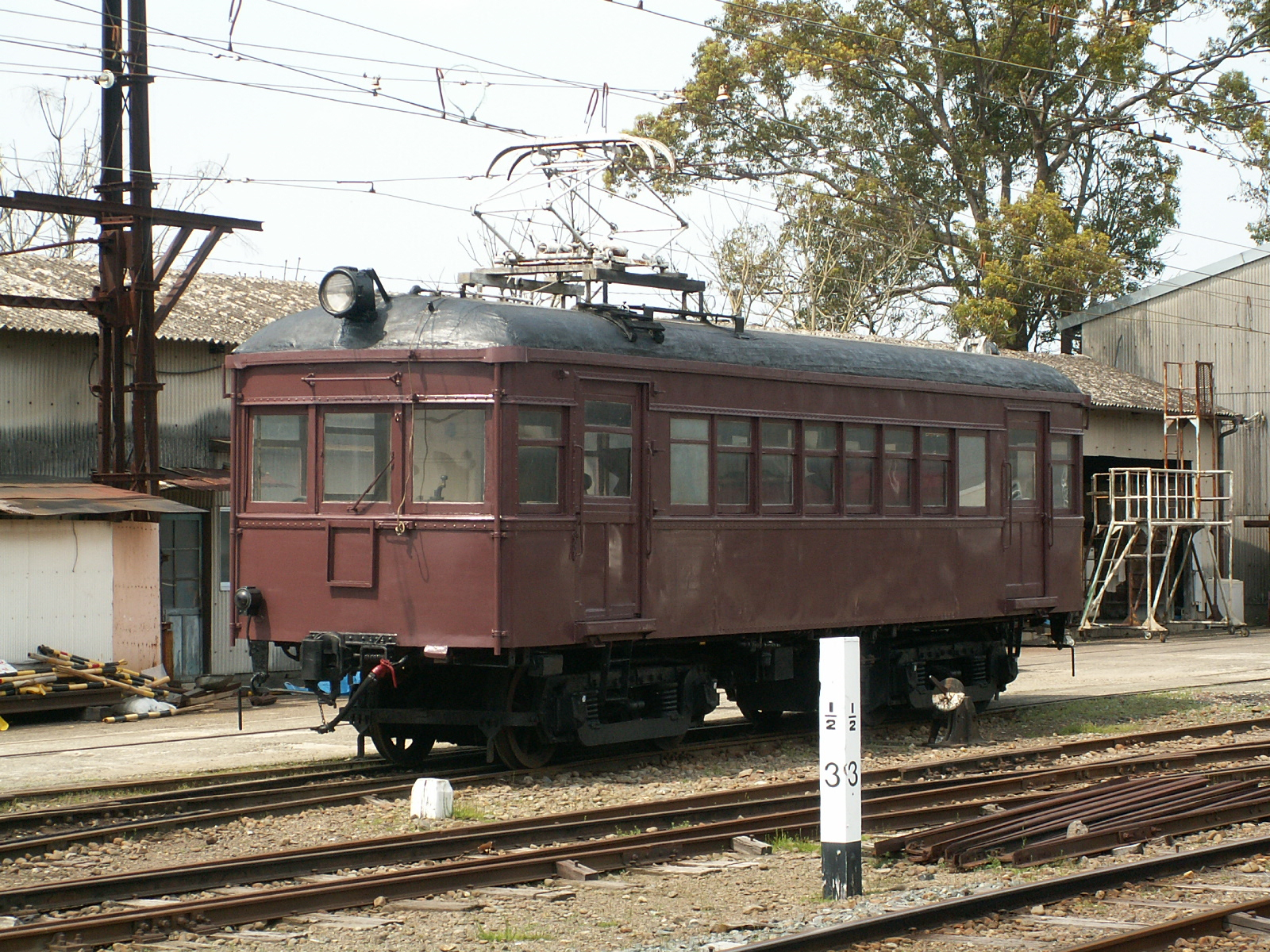
熊本電鉄モハ71

廃車後は3両とも幡生工場に保管されていたが、1954年（昭和29年）7月に90003、90005が、1957年（昭和32年）8月に90001がそれぞれ熊本電気鉄道に譲渡され、同社モハ71形(71 - 73)となった。旧番号→新番号の対応は90005 → モハ71、90003 → モハ72、90001 → モハ73である。
営業時の塗装は上半分クリーム色、下半分ローズピンクのツートンカラーであった。小型車ではあったが、出力48.5 kWの主電動機4基を搭載した強力な車両であることから、1979年（昭和54年）の貨物営業廃止までは貨車の牽引にも使用された。その後、モハ73が1978年（昭和53年）3月6日、モハ72が1980年（昭和55年）1月17日、モハ71が1981年（昭和56年）12月15日付でそれぞれ廃車となった。
モハ71は除籍後も北熊本工場内の入換用として残存し、2023年（令和5年）現在もイベントなどで構内を自走することがある（その際を含め大抵行先標を掲示している）。1996年（平成8年）に塗装が茶色一色に変更され、2009年（平成21年）頃には創業100周年記念事業として再整備されている。
その後15年が経過し、傷みが目立ってきたために2024年、修繕資金のねん出を目的としてクラウドファンディングにより目標の450万円を達成したことから、再整備される予定。